# ウスマーン写本

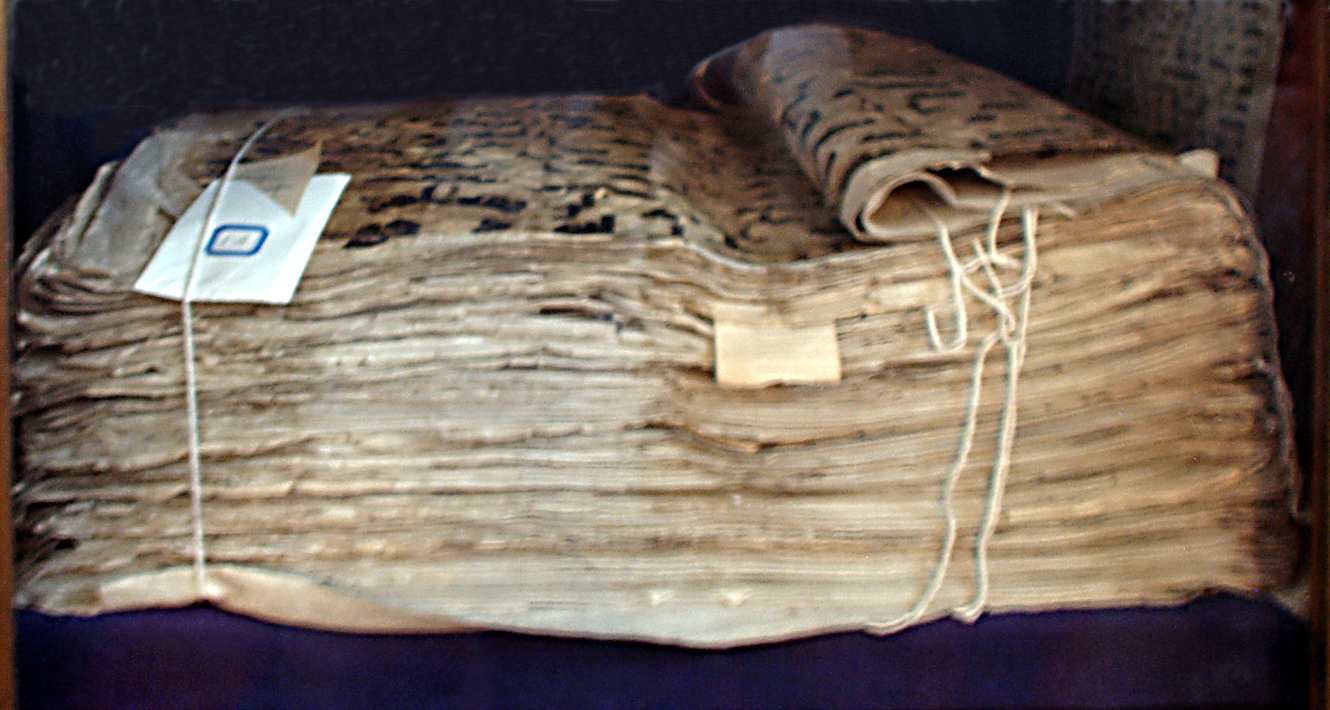
ウスマーン写本は現在はタシュケントに保管されている。

『ウスマーン写本』（ウスマーンしゃほん、英語: Uthman manuscript、ウスマーン版クルアーンやサマルカンド写本、タシュケント版クルアーン、サマルカンド・クーフィー・クルアーンとも呼ばれる）は、8世紀に現在のイラク地域においてクーフィー体で制作されたクルアーンの写本である。2013年現在はウズベキスタンに保管されており、タシュケントのハスト・イマーム図書館に収蔵されている。現地のウズベク人ムスリムの間では第3代正統カリフウスマーン・イブン・アッファーンの版であり、世界最古のクルアーンであると信じられている。

## 歴史
クルアーンの写本は伝統的に第三代正統カリフのウスマーンにより製作された写本群の一つと考えられてきた。しかし、このウスマーンの貢献に関しては証拠となる物品が出土しないため疑問符が付けられている。イスラム教の預言者ムハンマドの死後19年が経過した651年、ウスマーンはクルアーンの文章の標準写本を生産するよう依頼した (クルアーンの歴史を参照)。これら原本となる5つの写本は当時大都市であったムスリムが多く住む都市へと送付され、ウスマーンはその一つを自身が使用するためマディーナにおいた。現存するもう一つの写本は現在トルコのトプカプ宮殿に置かれている。
ウスマーンの後継者にはアリー・イブン・アビー・ターリブが就任し、ウスマーン版クルアーンをクーファへと持ち運んだ。以下のクルアーンの歴史は伝説からのみ推定される出来事である。伝説によれば、ティムールがクーファ一帯へと侵攻した際に、ティムールはクルアーンを当時の首都サマルカンドに宝物として持ち帰った。また、他の伝説によれば、クルアーンはテュルク人の大スーフィーであったホージャ・アフラールがカリフの治療を行った礼として写本を授かり、サマルカンドへと持ち込んだとされている。ただ、この写本がウスマーン版の原本であるかどうかは科学者の間でも見解がわかれている。
クルアーンの写本は1869年まで4世紀に渡りサマルカンドにあるホージャ・アフラール・モスクで保管されていたが、ロシア帝国の将軍アブラモフがモスクのムッラーから購入してトルキスタン総督府の総督カウフマンへと献上され、その後クルアーンはサンクトペテルブルクの帝国図書館 (ロシア国立図書館) へと収蔵された。この写本は東洋学者から大きな関心を集め、1905年にサンクトペテルブルクにおいて復刻版が出版されることとなったが、これも50部のみのコピーでありすぐに貴重なものとなった。全文章が現存している最初のコピーの記述と日付は1891年にロシアの東洋学者Shebuninにより製作されたものである。

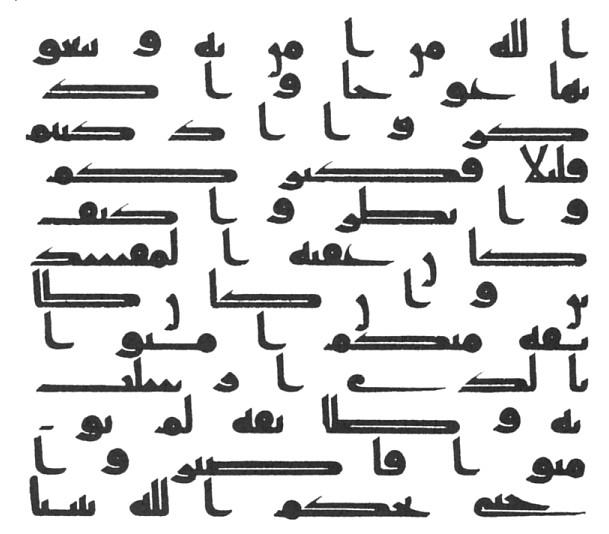
ウスマーン版クルアーン、7章 (高壁), 86、87節

ロシア革命後、ウラジーミル・レーニンはロシアのムスリムに対し善意を持って接し、クルアーンをバシコルトスタン共和国のウファの人々に与えた。ソビエト連邦の反イスラーム政策の強化に伴い、写本はタシュケントの歴史博物館に移される。1989年3月にソビエト政府は反イスラーム政策の放棄を表明し、写本がムスリム宗務局に返還された。

## 写本の年代
この写本はウスマーン版のクルアーンが編纂されたと考えられる年代から150年以内に作成されたものではなく、最も古い時代でも8世紀末から9世紀初頭に成立してクーフィー体で記された物であると考えられている。ムスリムの中には、ウスマーンの編纂した書物はウズベキスタンのタシュケントの図書館に収蔵されている写本と、トルコのイスタンブールにあるトプカプ写本の2つがある、もしくはウスマーン版クルアーンの原本のコピーであると主張するものもいる。写本にある赤いシミはウスマーンが殺害された際の血痕であると考えるものも少数ながらいる。クルアーン学者のマーティン・リングスやYasin Hamid Safadiによると、この主張の欠点はこれらの文章はクーフィー体で書かれているため、8世紀後半に制作されたと推定されないことである。1972年にサナアの大モスクの屋根裏部屋から発見されたいくつかの写本の他には、紀元後8世紀最初の四半世紀以前の作と考えられるクルアーン写本の断片が見つかっていないことは問題である。ムハンマドの死と現在見つかっている最古の年代のクルアーンの間には150年間の隔絶があり、ウマイヤ朝以前にクルアーンの文章が改変されたり変更された可能性が指摘されている。

## 現在の状態
羊皮紙で製作された写本は2013年現在、10世紀のウラマーであるKaffal Shashiの墓に程近い古ハスト・イマーム (Khazrati Imom)地域にあるTelyashayakhモスクの図書館に収蔵されている。
写本は不完全であり、残存しているのはクルアーン全体の3分の1のみである。残存部はスーラ第二章の7句半ばから始まり、スーラ43章10句において途切れている。写本は1ページに8～12行で構成されており、古代の書物であるためシャクルのような発音記号は付されていない。